# Занзибарский леопард
Занзибарский леопард (лат. Panthera pardus adersi) — вероятно, вымерший подвид леопарда, являвшийся эндемиком острова Унгуджа Занзибарского архипелага, входящего в состав Танзании. В XX веке «конфликт» между людьми и леопардами на острове значительно усилился, вследствие чего их образ был демонизирован, а истребление стало носить целенаправленный характер. Впоследствии были предприняты определённые усилия по спасению популяции в рамках специальной программы, однако в середине 1990-х годов она была прекращена после того, как исследователи дикой природы пришли к выводу, что существует слишком мало шансов для выживания животного в долгосрочной перспективе.
Последняя встреча учёного с занзибарским леопардом произошла в начале 1980-х годов. С тех пор нет ни одного случая достоверного его наблюдения.

## Эволюция
Эволюционная история занзибарского леопарда подобна другим эндемикам острова, включая занзибарскую серваловую генету и занзибарского красного колобуса. Считается, что он развивался в изоляции от африканского леопарда по крайней мере с конца последнего ледникового периода, когда остров был отделён от материковой части современной Танзании из-за повышения уровня моря. Эффект основателя и адаптация к местным условиям привели к его меньшим размерам, чем у его континентального родственника, и изменению структуры его пятен: большее количество розетт превратилось в пятна, поэтому занзибарский леопард выглядит более пятнистым, но сами пятна существенно меньше по размеру.

## Биология и поведение
Биологии и поведение занзибарского леопарда мало изучены. Только шесть его чучел были в разное время размещены в музеях мира, в том числе типовой экземпляр в Музее естественной истории Лондона и значительно «выцветший» экземпляр из Занзибарского музея. Занзибарский леопард никогда не был изучен в дикой природе, и последний случай, когда исследователи утверждали в печати, что видели его, произошёл в начале 1980-х годов. Большинство зоологов считают занзибарского леопарда вымершим или практически вымершим. Тем не менее, статистика занзибарского правительства показывает, что леопард по-прежнему убивался охотниками в середине 1990-х годов, а островитяне до сих пор продолжают сообщать о его наблюдениях и нападениях леопарда на домашний скот.

## Демонизация и уничтожение
Описания занзибарского леопарда и его привычек, переданные занзибарскими крестьянами, характеризуют их сильное убеждение в том, что многие из этих хищников связаны с ведьмами и посланы для причинения вреда или притеснения крестьян иным образом. Эта вера включает в себя идеи о том, что леопардов разводят, обучают, продают и отправляют творить злые дела по воле их владельцев-колдунов. Для местных фермеров эти истории являются объяснением хищничества со стороны леопардов и их «неуместных» появлений в непосредственной близости от ферм и деревень.
Рост человеческого населения и сельского хозяйства в XX веке в значительной степени связаны с таким положением дел, так как люди посягнули на среду обитания леопардов и диких животных, на которых они охотятся. Нарастание конфликта с леопардами и страх перед этими животными привели к серии кампаний по их истреблению. Сначала это истребление носило периодический характер, но после установления на всей территории острова республиканского (а затем единого танзанийского) правительства после Занзибарской революции 1964 года была начата «единая» кампания против колдовства и леопардов под руководством самого известного охотника на ведьм в Унгудже, Китанзи. Эта долгосрочная кампания, сопровождавшаяся массовым истреблением леопардов, и последующая классификация их как «паразитов» поставили их на грань вымирания.

## Попытки защиты
Серьёзное внимание положению занзибарского леопарда не уделялось до середины 1990-х годов, когда некоторые исследователи уже включили его в список вымерших животных. Программа по сохранению леопарда была подготовлена финансируемой CARE организацией «Jozani-Chwaka Bay Conservation Project», но была отменена в 1997 году, когда исследователи дикой природы не смогли найти доказательств продолжения существования леопарда в лесу Джозани.
Местные чиновники дикой природы, однако, остались более оптимистично настроенными относительно возможности выживания леопардов, и некоторые занзибарцы предлагали приезжавшим на остров исследователям показать им место обитания леопарда за деньги, предназначавшиеся якобы предполагаемым «хранителям» леопарда. Сельские жители иногда и сейчас предлагают туристам и исследователям увидеть «одомашненных» леопардов за наличные деньги, но пока ни один из этих «сохранённых леопардов», насколько известно, не был увиден учёными.
Эти противоречивые сведения о статусе занзибарского леопарда и возможность его сохранения до сих пор не согласованы, представляя собой дилемму в среде исследователей.
В 2018 году ведущий популярной многосерийной программы «Живой или Вымерший» («Extinct or Alive»), выходившей на телеканале Animal Planet, Форрест Галанте (Forrest Galante), сообщил, что он якобы заснял занзибарского леопарда фотоловушкой в дикой природе и показал видеокадры какого-то леопарда, но не предоставил доказательств, где и как это было снято и что на видео был запечатлён именно занзибарский подвид леопарда. Бесспорным доказательством мог бы стать ДНК-анализ генетических материалов (например, шерсти), оставленных леопардом, но ведущий и его местные помощники не смогли найти материалы для исследования. Учёные сомневаются в находках и «доказательствах» Форреста Галанте, который якобы снова открыл множество вымерших видов, так как во всех его телепередачах присутствует элемент шоу, при этом поиски не ведутся научными методами и он ни разу не предоставил достоверных научных доказательств своим открытиям.